# Moscow (Ohio)
Moscow es una villa ubicada en el condado de Clermont en el estado estadounidense de Ohio. En el Censo de 2010 tenía una población de 185 habitantes y una densidad poblacional de 183,62 personas por km².

## Geografía
Moscow se encuentra ubicada en las coordenadas 38°51′36″N 84°13′42″O / 38.86000, -84.22833. Según la Oficina del Censo de los Estados Unidos, Moscow tiene una superficie total de 1.01 km², de la cual 0.95 km² corresponden a tierra firme y (5.66%) 0.06 km² es agua.

## Demografía
Según el censo de 2010, había 185 personas residiendo en Moscow. La densidad de población era de 183,62 hab./km². De los 185 habitantes, Moscow estaba compuesto por el 98.38% blancos, el 1.08% eran afroamericanos, el 0% eran amerindios, el 0% eran asiáticos, el 0% eran isleños del Pacífico, el 0.54% eran de otras razas y el 0% pertenecían a dos o más razas. Del total de la población el 1.62% eran hispanos o latinos de cualquier raza.